# Palacio de los López
Palacio de los López ili skraćeno Palacio de López je predsjednička palača paragvajskog predsjednika. Ondje se nalazi ured predsjednika te je sjedište paragvajske Vlade. Zgrada se smatra jednom od najljepših u Asunciónu.

## Povijest
Zgradu je 1857. dizajnirao engleski arhitekt Alonzo Taylor. Za gradnju predsjedničke palače korišteni su materijali iz raznih dijelova u unutrašnjosti Paragvaja. Kamen je doveden iz kamenoloma Ambush i Altos, drvo iz Ñeembucú i Yaguarón, cigle iz Tacumbú, a komadi lijevanog željeza iz Ybycuí.
Za poslove uređenja zgrade zaposleni su mnogi europski majstori primjerice Englez Owen Mognihan, Talijan Andres Antonini i Francuz Julio Monet.
Izbijanjem Paragvajskog rata 1864. godine protiv Trojnog saveza (Brazil, Argentina i Urugvaj), paragvajski predsjednik Francisco Solano López je bio prisiljen da se preseli iz Asuncióna u Ñeembucú.
1867. godine zgrada je u velikoj mjeri izgrađena. Kao dekoracija su korištene brončane statue i namještaj koji je uvezen iz Pariza te velika ogledala raspoređena u dvorani palače.
1869. godine brazilske i argentinske snage su bombardirale palaču uzrokujući teška oštećenja u njoj. Nakon toga savezničke snage izvršile su pljačku interijera u Palacio de los López. Velik dio inventara je odveden u Brazil. Tijekom sedam godina koliko su saveznici držali Asunción u okupaciji, palača je služila kao sjedište brazilskih snaga. Završetkom rata i odlaskom saveznika, zgrada je zanemarena.
Za vrijeme vladavine Juana Gualberta Gonzáleza započela je obnova predsjedničke palače te je trajala svega dvije godine. Time je zgradi vraćen stari sjaj. 1894. godine predsjednik González je svrgnut nakon državnog udara te nije imao priliku živjeti u palači. Njegov nasljednik, Mark Morínigo nije dugo bio na vlasti pa ni on nije nikad živio u toj rezidenciji. Tek dok je 1894. predsjednikom postao Juan Bautista Egusquiza, napokon je u Palacio de los López vraćen ured predsjednika te sjedište Vlade.
Do 1949. godine ured predsjednika se nalazio na gornjem katu zgrade. Te godine se predsjendik Republike, Felipe Molas López preselio ured na donji kat jer je teško hodao po stepenicama do gornjeg kata.
Zahvaljujući izvrsnoj rasvjeti zgrada noću pruža lijep pogled.

## Vanjske poveznice
- Presidencia.gov.py  Arhivirana inačica izvorne stranice od 21. svibnja 2011. (Wayback Machine)